# تسبیو
تسبیو (به چکی: Cebiv) یک منطقهٔ مسکونی در جمهوری چک است که در ناحیه تاخوو واقع شده‌است. تسبیو ۱۰٫۶ کیلومتر مربع مساحت و ۲۶۸ نفر جمعیت دارد و ۴۷۱ متر بالاتر از سطح دریا واقع شده‌است.